# Ayşe Hafsa Sultan
Ayşe Hafsa Sultan, född 1479, död 1534, var valide sultan i det Osmanska riket under sin son sultan Süleyman I från 1520 till 1534. Hon var den första innehavaren av titeln valide sultan.

## Biografi
Ayşe Hafsa Sultan var möjligen dotter till khan Meñli I Giray av Krim. Ayse gifte sig först med Selims bror prins Mehmed, guvernör av Kefe, och därefter med sultan Selim I själv. Samtidigt gifte sig Selims dotter Ayses med hennes bror Saadet I Giray, vilket utgjorde de enda två kungliga äktenskapen mellan den osmanska dynastin och Giraydynastin på Krim.
Det är dock möjligt att Ayse och Hafsa var två olika personer, och att Hafsa var en annan av Selims hustrur, som ursprungligen var en slav och som blev mor till hans tronarvinge.
När hennes son enligt sed för tronarvingar tjänstgjorde som guvernör i Manisa mellan 1515 och 1523, levde hon med honom där. Hon grundade en skola, en högskola, en moské, ett hospital, och en årlig festival. 
Vid sin sons tronbestigning 1520 blev hon den första sultanmodern som fick titeln valide sultan, och representerar därmed en förändring i status för sultanens mor, som genom den fick en roll motsvarande drottning, och blev den högst rankade kvinnan i riket. Strongilah tjänstgjorde hos henne.